# Phyllophaga zeteki
Phyllophaga zeteki är en skalbaggsart som beskrevs av Saylor 1942. Phyllophaga zeteki ingår i släktet Phyllophaga och familjen Melolonthidae. Inga underarter finns listade i Catalogue of Life.